# 14819 Nikolaylaverov
14819 Nikolaylaverov è un asteroide della fascia principale. 
Scoperto nel 1982, presenta un'orbita caratterizzata da un semiasse maggiore pari a 2,5195549 UA e da un'eccentricità di 0,2103004, inclinata di 3,42506° rispetto all'eclittica.